# Velaine-sous-Amance
Velaine-sous-Amance – miejscowość i gmina we Francji, w regionie Grand Est, w departamencie Meurthe i Mozela.
Według danych na rok 1990 gminę zamieszkiwało 260 osób, a gęstość zaludnienia wynosiła 40 osób/km² (wśród 2335 gmin Lotaryngii Velaine-sous-Amance plasuje się na 787. miejscu pod względem liczby ludności, natomiast pod względem powierzchni na miejscu 877.).